# Парламент Сингапура
Парламент Сингапура (англ. Parliament of Singapore, малайск. Parlimen Singapura, кит. трад.  新加坡國會, упр. 新加坡国会, пиньинь Xīnjiāpō Guóhuì, палл. Синьцзяпо Гохуэй, там. சிங்கப்பூர் பாராளுமன்றம், Ciṅkappūr pārāḷumaṉṟam) и президент совместно составляют законодательную власть в Сингапуре, которая основана на вестминстерской системе. Парламент является однопалатным и состоит из избранных депутатов парламента (парламентариев), а также не входящих в него членов парламента и назначенных членов парламента. После всеобщих выборов 2015 года в 13-й парламент были избраны 89 депутатов. На первой сессии этого парламента были назначены девять депутатов. 15 января 2016 года состоялось первое заседание 13-го парламента.

## История
Между 1819 годом, когда был основан в нынешнем виде. После Второй мировой войны Проливы были распущены, и Сингапур стал самостоятельной колонией со своим собственным Законодательным советом. В 1948 году в Конституцию были внесены поправки, позволяющие избирать шесть мест в Совете; В этом году были проведены первые демократические выборы в стране. Еще одна поправка в 1955 увеличила количество избранных мест до 25, а на последующих всеобщих выборах победила Рабочая партия Сингапура и ее лидер Давид Саул Маршалл стал первым главным министром Сингапура. В 1956-1957 годах самоуправление велось с колониальным офисом в Лондоне и стало реальностью в 1959 году. В ходе всеобщих выборов 1959 года победила Партия народного действия одержала победу, а ее лидер Ли Куан Ю был назначен премьер-министр Сингапура. Сингапур получил независимость от Великобритании, присоединившись к Малайзии в 1963 году, но 9 августа 1965 года стал полностью независимой республикой. Его Законодательное собрание было переименовано в парламент Сингапура.

## Руководство
Спикер парламента несёт общую ответственность за руководство парламентом, его секретариатом и председательствует на парламентских заседаниях. Избранные постоянные комитеты создаются для выполнения определенных обязанностей, и время от времени устанавливаются специальные избирательные комиссии. Кроме того, избранные сторонники партии Народного действия заседают в парламентском руководстве.

## Функции и полномочия
Основными функциями парламента являются создание законодательных актов, контроль над государственными финансами и обеспечение подотчётности министерств и правительства. Срок полномочий парламента составляет пять лет, после чего парламент автоматически распускается. Всеобщие выборы должны проводиться в течение трёх месяцев.
Кворум для парламентского заседания составляет одну четверть от общего числа депутатов, не включая спикера. Депутат начинает дебаты с внесения предложения и произнесения вступительной речи с объяснением причин этого предложения. Затем спикер формулирует предложение в форме вопроса, после чего другие депутаты могут его обсудить. Когда дебаты завершаются, спит и призывает к голосованию. Голосование обычно проводится устно, и то, будет ли предложение принято, зависит от личной оценки спикера того, проголосовало ли больше депутатов за, чем против этого предложения. Голоса формально подсчитываются лишь тогда, когда депутат требует разделения. 

## Состав

### Выборы 2006
Парламентские выборы в Сингапуре прошли 6 мая 2006 года:
| Партия                              | Голосов | Мест |
| ----------------------------------- | ------- | ---- |
| Народное действие                   | 747 860 | 82   |
| Рабочая партия                      | 183 604 | 1    |
| Сингапурский демократический альянс | 145 902 | 1    |
| Сингапурская демократическая партия | 45 634  | 0    |

### Выборы 2011 года
Результаты выборов, прошедших 7 мая 2011 года:
| Партия                              | Голосов   | Мест |
| ----------------------------------- | --------- | ---- |
| Народное действие                   | 1 210 617 | 81   |
| Рабочая партия                      | 258 141   | 6    |
| Национальная солидарная партия      | 242 369   | 0    |
| Сингапурская демократическая партия | 97 239    | 0    |
| Реформистская партия                | 86 174    | 0    |
| Сингапурская народная партия        | 62 504    | 0    |
| Сингапурский демократический альянс | 55 932    | 0    |

### Выборы 2015 года
Результаты выборов 11 сентября 2015 года:
| Партия                              | Голосов   | %     | Мест |
| ----------------------------------- | --------- | ----- | ---- |
| Народное действие                   | 1 576 784 | 69,86 | 83   |
| Рабочая партия                      | 281 697   | 12,48 | 6    |
| Сингапурская демократическая партия | 84 770    | 3,76  | 0    |
| Национальная солидарная партия      | 79 780    | 3,53  | 0    |
| Реформистская партия                | 59 432    | 2,63  | 0    |
| Сингапурцы, вперёд!                 | 50 791    | 2,25  | 0    |
| Сингапурская народная партия        | 49 015    | 2,17  | 0    |
| Сингапурский демократический альянс | 46 508    | 2,06  | 0    |
| Партия народной силы                | 25 460    | 1,13  | 0    |
| Независимые                         | 2 779     | 0,12  | 0    |
| Итого                               | 2 257 016 | 97,95 | 89   |